# Лесок (Яворовский район)
Лесок (укр. Лісок) — село в Яворовской городской общине Яворовского района Львовской области Украины.
Население по переписи 2001 года составляло 144 человека. Занимает площадь 0,432 км². Почтовый индекс — 81030. Телефонный код — 3259.